# Mezinárodní PEN klub
Mezinárodní PEN klub (anglicky International PEN) je celosvětové sdružení spisovatelů, založené 5. října 1921 ve Florence Restaurantu v Londýně na shromáždění jedenačtyřiceti anglických spisovatelů.

## Historie
Název klubu v sobě skrýval hlavní podmínku členství, neboť jej tvoří počáteční písmena profesí spjatých se slovesným uměním: poets, playwrights, editors, essayists, novelists (tedy básníci, dramatici, vydavatelé, esejisté, romanopisci). Zkrácená podoba P. E. N. symbolizovala, že do klubu mohou vstoupit pouze ti, kdo vládnou perem (angl. pen). Dnes sdružení zahrnuje také žurnalisty a historiky.
Zahajovací večeře PEN klubu se účastnili sami iniciátoři sdružení, dnes již téměř zapomenutá anglická spisovatelka venkovských románů Catherine Amy Dawson Scottová a John Galsworthy, který se stal prvním předsedou mezinárodního PEN klubu. Mezi první členy patřil Joseph Conrad, George Bernard Shaw a Herbert George Wells. Prvním českým členem se stal v roce 1923 Alois Jirásek.
PEN klub je nejstarší světová organizace na ochranu lidských práv a také nejstarší organizace, která propaguje přátelství a intelektuální spolupráci mezi všemi spisovateli bez ohledu na to, kde žijí, zdůrazňující roli literatury jako katalyzátoru vzájemného pochopení a bojující za svobodu slova a jednající jako mohutný hlas na podporu spisovatelů pronásledovaných, vězněných, či zavražděných pro své názory.
PEN klub je nepolitická a nevládní organizace, která udržuje formální konsultativní vztahy s organizací UNESCO.

### Prezidenti
| období    | jméno                     | poznámka                          |
| --------- | ------------------------- | --------------------------------- |
| 1921–1932 | John Galsworthy           | spoluzakladatel                   |
| 1932–1935 | Herbert George Wells      |                                   |
| 1936–1939 | Jules Romains             |                                   |
| 1941–1947 | —                         | válečné předsednictvo             |
| 1947–1949 | Maurice Maeterlinck       |                                   |
| 1949–1953 | Benedetto Croce           |                                   |
| 1954–1956 | Charles Langbridge Morgan |                                   |
| 1957–1959 | André Chamson             |                                   |
| 1960–1962 | Alberto Moravia           |                                   |
| 1963–1965 | Victor E. van Vriesland   |                                   |
| 1966–1969 | Arthur Miller             | první ne-Evropan                  |
| 1970–1971 | Pierre Emmanuel           |                                   |
| 1972–1973 | Heinrich Böll             |                                   |
| 1974–1976 | Victor Sawdon Pritchett   |                                   |
| 1977–1979 | Mario Vargas Llosa        | první ze „Třetího světa“          |
| 1979–1986 | Per Wästberg              |                                   |
| 1986–1989 | Francis King              |                                   |
| 1989      | René Tavernier            | zemřel ve funkci                  |
| 1990–1993 | György Konrád             | první z bývalého Východního bloku |
| 1993–1997 | / Ronald Harwood          |                                   |
| 1997–2003 | Homero Aridjis            |                                   |
| 2003–2009 | Jiří Gruša                |                                   |
| 2009–2015 | John Ralston Saul         |                                   |
| 2015–2021 | / Jennifer Clementová     | první žena                        |
| 2021–     | Burhan Sönmez             |                                   |

### Československý a český PEN klub
Československý odbor PEN klubu byl založen v roce 1925 v kavárně Louvre a jeho prvním předsedou byl Karel Čapek. Po jeho resignaci v roce 1933 převzala předsednictví Anna Marie Tilschová. Čestnými členy byli Alois Jirásek a Edvard Beneš.
V roce 1942 byl československý PEN nacisty rozpuštěn. Po válce byl obnoven a činný do roku 1972. V letech 1965–1967 byl předsedou Adolf Hoffmeister. Znovu byla činnost PEN klubu, resp. jeho českého centra, obnovena v roce 1989 za předsednictví Jiřího Muchy. V roce 1991 byl předsedou Českého centra Mezinárodního PEN klubu Ivan Klíma a v letech 1992–2006 Jiří Stránský. Od roku 2006  do roku 2022 byl předsedou Jiří Dědeček. V květnu 2022 se stala předsedkyní Markéta Mališová.

## Hlavní cíle
1. Rozvíjet intelektuální spolupráci a porozumění mezi spisovateli;
2. Vytvořit celosvětové společenství spisovatelů, kteří budou klást důraz na klíčovou roli literatury při rozvoji světové kultury
3. Bránit literaturu proti mnohým hrozbám, které proti ní dnešní svět staví

## Současnost
Mezinárodní PEN klub se skládá z 144 autonomních PEN center v 101 zemích z nichž každé je otevřeno spisovatelům, žurnalistům, překladatelům, historikům a dalším profesím které jsou aktivně zapojeny v libovolném odvětví literatury bez ohledu na národnost, rasu, barvu pleti či náboženství. Každý člen je povinen podepsat chartu PEN.
Od roku 2021 je předsedou turecký spisovatel kurdské národnosti Burhan Sönmez.

## Charta PEN
- LITERATURA, ač svým původem národní, nezná hranic a musí zůstat kolektivní měnou mezi jednotlivými národy navzdory politickým nebo mezinárodním zvratům.
- ZA ŽÁDNÝCH OKOLNOSTÍ, zejména v dobách války, umělecká díla a knihovny, celkové kulturní dědictví lidstva nesmí být vystavováno ohrožení z důvodů politického či národnostního rozvášnění…
- ČLENOVÉ PENu musí za všech okolností využívat veškerého svého vlivu k podpoře porozumění a vzájemného respektu mezi národy. Zavazuji se ze všech sil napomáhat odstraňování rasové, třídní a národnostní nenávisti, rovněž se zavazuji bránit ideál jediné lidské společnosti žijící v míru na jednom světě…
- PEN TRVÁ na principu neomezeného šíření názorů uvnitř každého národa i mezi národy, a jeho členové se zavazují bránit všem formám potlačování svobody slova jak v zemi a společnosti, do nichž náležejí, tak i jinde ve světě…
- PEN VYHLAŠUJE svobodu tisku, staví se proti svévolné cenzuře v době míru a zastává názor, že svobodná kritika vlád, úřadů a institucí je podmínkou zákonitého vývoje světa k dokonalejšímu politickému a ekonomickému řádu. Jelikož svoboda vyžaduje dobrovolnou sebekázeň, členové se zavazují vzdorovat takovému zlu jako jsou lživé publikace či překroucení faktů pro politické a osobní cíle…

## Ceny PEN klubu
PEN klub udílí každoročně několik cen. Mezi ně například patří:
- Faulknerova cena, nazvaná po Williamu Faulknerovi za román roku.
- Malamudova cena, nazvaná po Bernardu Malamudovi za vynikající díla krátké formy.

### České centrum
- Cena Karla Čapka, nazvaná po významném spisovateli Karlu Čapkovi

## Výbor pro uvězněné spisovatele
Výbor pro uvězněné spisovatele – International PEN's Writers in Prison Committee pracuje na ochraně pronásledovaných spisovatelů. Byl založen v roce 1960 jako odpověď na vzrůstající tendence umlčet hlasy disentu vězněním spisovatelů. Výbor monitoruje případy vice jak 900 spisovatelů kteří jsou věznění, mučeni, je jim vyhrožováno, těch kteří jsou pohřešováni či zabiti z důvodu výkonu jejich profese. Publikuje 2× ročně Case List zprávu o násilí proti spisovatelům po celém světě. Výbor také koordinuje akce Mezinárodního PEN klubu na podporu ukončení těchto pronásledování a zastavení potlačování svobody slova. Jeho předsedkyní je od roku 2010 místopředsedkyně Českého centra PEN Klubu, PhDr. Markéta Hejkalová.